# Ожерелковый азиатский трогон
Ожерелковый азиатский трогон (лат. Harpactes diardii) — вид птиц семейства трогоновых. Выделяют два подвида. Встречается в Брунее, Индонезии, Малайзии, Сингапуре и Таиланде. Его естественная среда обитания — субтропические или тропические влажные низинные леса. Ему угрожает потеря среды обитания.

## Описание
Самцы ожерелкового азиатского трогона имеют чёрную голову и грудь, а также розовую линию груди. У самок коричневая голова и грудь с розовым низом.

## Рацион
Ожерелковый азиатский трогон питается гусеницами, жуками, саранчовыми и другими прямокрылыми, а также фруктами.